# Zabrekve
Zabrekve so naselje v Občini Železniki.